# عارف قزويني
عارف قزوينى، أبو القاسم (بالفارسية: عارف قزوینی) (و. 1882 – 1934 م) هو شاعر، وملحن، وموسيقي، وشاعر غنائي، وكاتب غنائي من إيران. ولد في قزوين.
توفي في مدينة همدان، عن عمر يناهز 52 عاماً.